# Ronny Rivano
Ronny Rivano est un karatéka néerlandais surtout connu pour avoir remporté l'épreuve de kumite individuel masculin moins de 70 kilos aux championnats d'Europe de karaté 1992 organisés à Bois-le-Duc.

## Résultats
| Résultat           | Date          | Épreuve                   | Catégorie | Compétition                | Ville hôte                |
| ------------------ | ------------- | ------------------------- | --------- | -------------------------- | ------------------------- |
| Médaille de bronze | 1991          | Kumite individuel - 70 kg | Seniors   | Championnats d'Europe 1991 | Hanovre, en Allemagne     |
| Médaille d'or      | 1992          | Kumite individuel - 70 kg | Seniors   | Championnats d'Europe 1992 | Bois-le-Duc, aux Pays-Bas |
| Médaille de bronze | Novembre 1992 | Kumite individuel - 70 kg | Seniors   | Championnats du monde 1992 | Grenade, en Espagne       |
| Médaille de bronze | 1993          | Kumite individuel - 70 kg | Seniors   | Jeux mondiaux 1993         | La Haye, aux Pays-Bas     |